# 96 Pułk Piechoty (LWP)
96 pułk piechoty – oddział piechoty ludowego Wojska Polskiego.
W wykonaniu rozkazu Ministra Obrony Narodowej nr 0045/org. z 17 maja 1951, 96 pułk piechoty w terminie do 1 grudnia 1951 został sformowany według etatu nr 2/130 o stanie 1233 wojskowych i 31 kontraktowych. Wchodził w skład 27 Dywizji Piechoty. Stacjonował w garnizonie Zgorzelec. Zimą 1952/1953 jednostka została przeformowana na etat nr 2/157 o stanie 796 żołnierzy i 12 pracowników cywilnych oraz 7 samochodów i 135 koni. Rozformowany w 1955.

## Skład organizacyjny
dowództwo i sztab
- 2 bataliony piechoty
- artyleria pułkowa
  - dwie baterie armat 76 mm
  - bateria moździerzy
- pułkowa szkoła podoficerska
- kompanie: łączności, gospodarcza
- pluton: saperów

Stan etatowy wynosił:1234